# جرود الکساندر
جرود الکساندر (انگلیسی: Jarrod Alexander؛ زادهٔ ۱۳ اوت ۱۹۸۱) موسیقی‌دان اهل ایالات متحده آمریکا است. وی از سال ۱۹۹۶ میلادی تاکنون مشغول فعالیت بوده است.